# Tomás Godoy Cruz
Tomás Godoy Cruz (Mendoza, 6 de marzo de 1791-Mendoza, 15 de mayo de 1852) fue un político argentino, gobernador de Mendoza entre 1820 y 1822.

## Biografía
Hijo de Clemente de Godoy Videla (sobrino de fray Juan José Godoy) y Nicolasa Cruz y Méndez de Sanjurjo, nació el 6 de marzo de 1791 en Mendoza. Estudió en Chile, en la Universidad de San Felipe, donde se graduó de bachiller en Filosofía, Cánones y Leyes. En 1814 regresó a su provincia natal, donde creó una fábrica de pólvora, en 1815 es elegido junto con el Dr. Juan Agustín Maza, diputado y representante por Mendoza en el Congreso de Tucumán y en 1817 cuando el Congreso vuelve a iniciar sus sesiones en la ciudad de Buenos Aires fue designado presidente del mismo. Colaboró con José de San Martín en la preparación de su expedición libertadora, comprometiendo su fortuna personal en el equipamiento del Ejército de los Andes.
El 3 de julio de 1820 fue elegido gobernador, cargo que desempeñó hasta el 21 de enero de 1822. Durante ese período, el general José Albino Gutiérrez venció las incursiones montoneras de José Miguel Carrera, que fue fusilado por orden de Godoy Cruz. En 1823 se casó con María de la Luz Sosa Corbalán (1797-1861), con quien tuvo cuatro hijos, Dos murieron a temprana edad (4 y 20 años), los dos restantes fueron Aurelia, que se casó con Federico Mayer Posadas, y José, soltero.
El 10 de abril de 1830 fue designado por segunda vez gobernador de Mendoza, pero esta vez en calidad de interino, como resultado del triunfo unitario en las guerras civiles, cargo que ocupó hasta el 30 del mismo mes. Fue ministro de su pariente, el gobernador José Videla Castillo, hasta que la derrota frente a los federales de Facundo Quiroga lo hizo decidir de marchar al exilio en Chile.
Volvió a Mendoza después de su exilio, bajo la protección del caudillo José Félix Aldao, dedicándose a la agricultura y la cría de gusanos de seda. Falleció el 15 de mayo de 1852. Sus restos descansan en el templo San Vicente Ferrer, del departamento mendocino que lleva su nombre.